# Porrhoclubiona genevensis
Espèce
Synonymes
- Clubiona genevensis L. Koch, 1866
- Clubiona clandestina Menge, 1873
- Clubiona stigmatica Simon, 1878
- Clubiona lusatica L. Koch, 1881

Porrhoclubiona genevensis est une espèce d'araignées aranéomorphes de la famille des Clubionidae.

## Distribution
Cette espèce se rencontre en Europe, en Turquie, en Russie et en Asie centrale.

## Description
Les mâles mesurent de 3 à 5 mm et les femelles de 4 à 5 mm.

## Publication originale
- L. Koch, 1866 : Die Arachniden-Familie der Drassiden. Nürnberg, Hefte 1-6, p. 1-304.